# ألعاب البحر الأبيض المتوسط 1955
ألعاب البحر الأبيض المتوسط 1955 هي ألعاب البحر الأبيض المتوسط الثانية التي نظمت في برشلونة في إسبانيا في الفترة ما بين 15 إلى 25 يوليو 1955. وشارك فيها 1135 رياضياً مثلوا 10 دول في 19 رياضة.

## ألعاب الدورة
تضمن برنامج الدورة، الألعاب التالية:
| - ألعاب القوى. - المصارعة. - السباحة. - كرة السلة. - كرة الماء. - الملاكمة. - رفع الأثقال. - الرماية. - كرة القدم. | - الجمباز. - التجديف. - مبارزة سيف الشيش. - الفروسية. - القوارب الشراعية. - سباق الدراجات. - الهوكي. - الركبي. - الغطس. |

## الدول المشاركة

شعار دورة ألعاب البحر الأبيض المتوسط 1955

وشارك في الدورة الأولى رياضيون من 10 دول تنافسوا في 13 رياضة، وبلغ عدد المشاركين 1135 رياضي تنافسوا على 102 ميدالية ذهبية.
| الدولة  | رجال |
| ------- | ---- |
| مصر     | 169  |
| إيطاليا | 195  |
| إسبانيا | 287  |
| فرنسا   | 278  |
| تركيا   | 40   |
| اليونان | 73   |
| سوريا   | 41   |
| لبنان   | 34   |
| موناكو  | 14   |
| مالطا   | 4    |
| المجموع | 1135 |

## لائحة الميداليات
حققت الإسبانية خوسيه بلوم لاعبة الجمباز أكبر عدد من الميداليات بواقع 6 ميداليات ذهبية وميدالية برونزية.
| الترتيب | منتخب   | ذهبية | فضية | برونزية | المجموع |
| ------- | ------- | ----- | ---- | ------- | ------- |
| 1       | فرنسا   | 39    | 29   | 31      | 99      |
| 2       | إيطاليا | 32    | 27   | 22      | 81      |
| 3       | إسبانيا | 12    | 15   | 18      | 45      |
| 4       | مصر     | 9     | 20   | 17      | 46      |
| 5       | تركيا   | 8     | 3    | 3       | 14      |
| 6       | اليونان | 1     | 7    | 8       | 16      |
| 7       | لبنان   | 1     | 1    | 4       | 5       |
| 8       | سوريا   | 0     | 0    | 1       | 1       |
|         | المجموع | 102   | 102  | 104     | 308     |

## وصلات خارجية
- اللجنة الدولية لألعاب المتوسط
- النتائج الرياضية في البطولة